# Tooth and Nail (película)
Tooth & Nail es una película de terror del año 2007 escrita, dirigida y editada por Mark Young. La cinta gira en torno a un grupo de personas en un mundo posapocalíptico que deben luchar por sobrevivir en medio de una banda de caníbales viciosos.

## Sinopsis
Tooth and Nail es una película posapocalíptica donde la humanidad ha agotado todas las reservas de combustibles fósiles y la civilización se ha derrumbado. Un grupo de sobrevivientes llamados "recolectores" se ponen a salvo en un hospital abandonado con el fin de reconstruir la sociedad. No obstante, después de salvar a una niña de ser asesinada y comida por una horda de caníbales mutantes, los supervivientes se encontrarán en medio de la voraz malicia de los salvajes, que acecharán y masacrarán brutalmente a los recolectores provocando una batalla caótica de sangre y muerte.

## Elenco
- Michael Madsen como Jackal.
- Vinnie Jones como Mongrel.
- Rider Strong como Ford.
- Robert Carradine como Darwin.
- Rachel Miner como Neon.
- Michael Kelly como Viper.
- Nicole DuPort como Dakota.
- Alexandra Barreto como Torino.
- Emily Catherine Young como Nova.
- Beverly Hynds como Victoria.
- Patrick Durham como Shepherd.
- Jonathan Sachar como Wolf.
- Garrett Ching como Pug.
- Kevin E. Scott como Max.

## Lanzamiento
La película fue estrenada en los cines como parte del After Dark Horrorfest del año 2007.